# 로터스 에메야
로터스 에메야(영어: Lotus Emeya)는 영국의 스포츠카 메이커인 로터스 자동차에서 2024년에 출시 예정인 배터리 전기 GT 리프트백이다.

## 개요

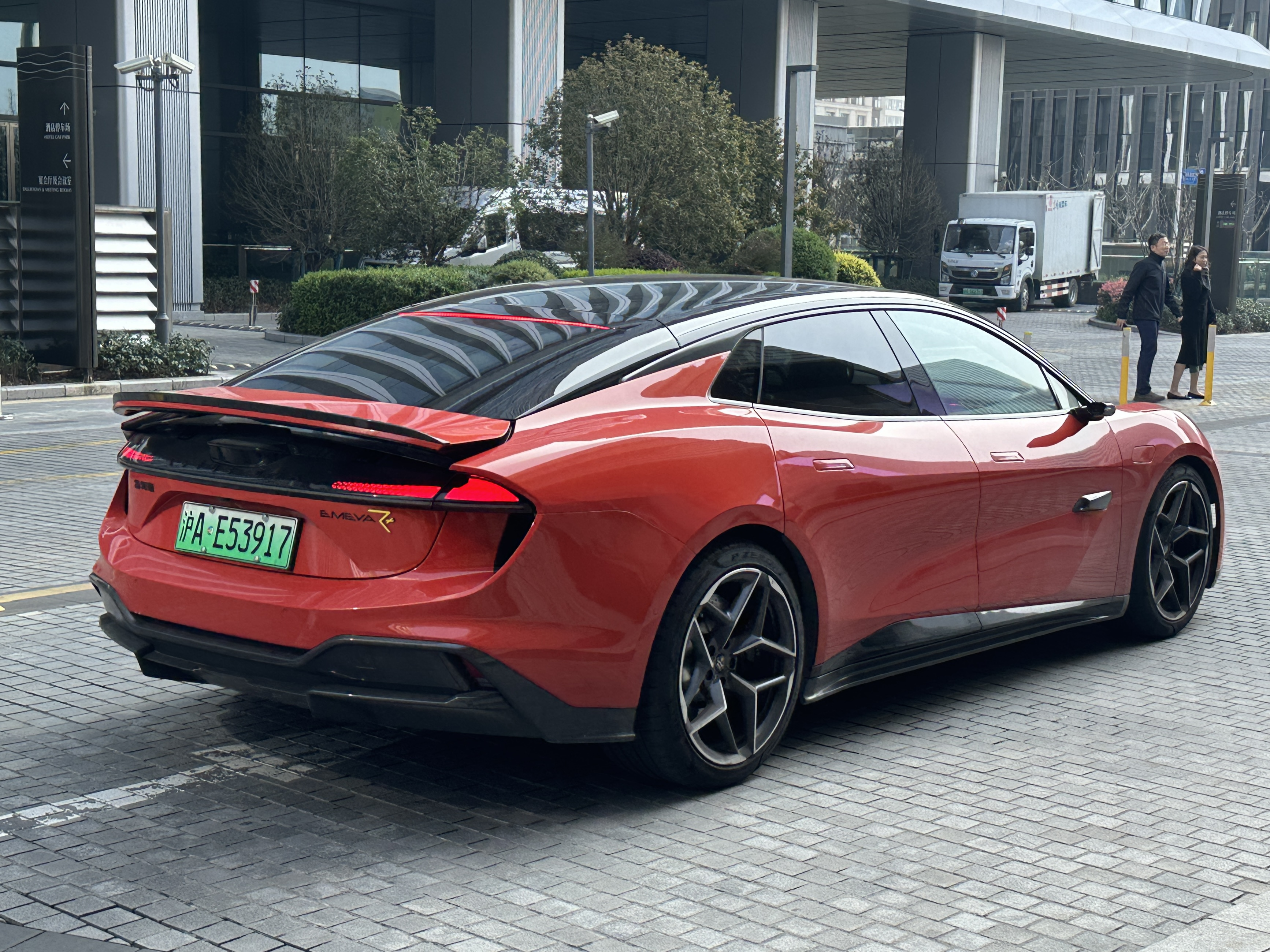
로터스 에메야의 후면